# Platyrrhinus helleri
Platyrrhinus helleri es una especie de murciélago de la familia Phyllostomidae.

## Distribución geográfica
Se encuentra desde Oaxaca y Veracruz (México) al norte, toda América Central, toda la parte norte de Sudamérica, porción oeste de Brasil, Ecuador, Perú y Bolivia.

## descripción del organismo
Son organismos de contextura gruesa y gran tamaño en comparación con otros murciélagos, se alimentan de frutas, no usan tanto la ecolocalización como los murciélagos insectívoros por lo cual llegan a tener ojos más grandes, sus orejas y hoja nasal son medianas, tienen bocas grandes, con dientes pequeños, poseen un surco en el labio inferior y generalmente son de pelo corto, color marrón, con dos bandas de pelaje blanco que llegan hasta los ojos, y una blanca en la frente.